# Momma Named Me Sheriff
Momma Named Me Sheriff è una serie televisiva animata statunitense del 2019, creata da Will Carsola e Dave Stewart.
Nata come spin-off e sequel di Mr. Pickles, la serie è incentrata sulle disavventure dello Sceriffo di Old Town.
La serie viene trasmessa negli Stati Uniti su Adult Swim dal 18 novembre 2019, subito dopo il finale di Mr. Pickles. Adult Swim ha rinnovato la serie per una seconda stagione che viene trasmessa dal 15 febbraio 2021.

## Trama
La serie racconta le avventure dello Sceriffo che pattuglia Old Town nel tentativo di sventare il crimine. Lo Sceriffo è affiancato dal suo nuovo eletto vice sceriffo Stanley Goodman, padre di Tommy e proprietario di Mr. Pickles. Nel frattempo, vive ancora dalla mamma e solitamente gioca con il suo miglior amico, la bambola Abigale.

## Episodi
| Stagione         | Episodi | Prima TV USA | Prima TV Italia |
| ---------------- | ------- | ------------ | --------------- |
| Prima stagione   | 9       | 2019         | inedita         |
| Seconda stagione | 10      | 2021         | inedita         |

## Personaggi e doppiatori

### Personaggi principali
- Sceriffo, doppiato da Will Carsola.
- Stanley Goodman, doppiato da Jay Johnston.
- Dispatch, doppiato da Dave Stewart.

### Personaggi ricorrenti
- Tommy Goodman, doppiato da Kaitlyn Robrock.
- Beverly Goodman, doppiata da Brooke Shields.
- Henry Gobbleblobber, doppiato da Frank Collison.k
- Mrs. Pickles.
- Madre dello Sceriffo, doppiata da Sean Conroy.
- Cacciatori di cervi, doppiati da Will Carsola e Dave Stewart.

### Personaggi secondari
- Boss, doppiato da Will Carsola.
- Floyd, doppiato da Dave Stewart.
- Mr. Bojenkins, doppiato da Alex Désert.
- Candy, doppiata da Kaitlyn Robrock.

## Produzione

### Ideazione e sviluppo
L'8 gennaio 2019, Cartoon Network registra un nuovo marchio dal nome Momma Named Me Sheriff. La serie è stata trasmessa a sorpresa il 17 novembre 2019, subito dopo l'episodio finale del precessore Mr. Pickles.
Secondo il co-creatore Will Carsola durante la produzione di Mr. Pickles volevano concentrarsi maggiormente sui personaggi della serie per integrarli in storie complete di undici minuti. Poiché è risultato difficile sceglierne uno a causa dell'impostazione della serie hanno deciso di concentrarsi sulle missioni dello Sceriffo, affiancato da Stanley Goodman come vice, includendo i personaggi di Mr. Pickles.

## Distribuzione

### Trasmissione internazionale
- 17 novembre 2019 negli Stati Uniti su Adult Swim;
- 17 novembre 2019 in Canada su Adult Swim;
- 7 dicembre 2019 nel Regno Unito su All 4;[7]
- 7 dicembre 2019 in Irlanda su All 4;[7]
- 8 maggio 2020 in Spagna su HBO España;[8]
- giugno 2020 in Germania su TNT Comedy;
- 17 luglio 2020 in Svezia su HBO Nordic;[9]
- 5 febbraio 2021 in Francia su Adult Swim.[10]